# Jegłówek
Jegłówek – jezioro w woj. podlaskim, w pow. suwalskim, w gminie Jeleniewo, leżące na terenie Pojezierza Wschodniosuwalskiego.
Akwen o słabo rozwiniętej linii brzegowej z kilkoma łagodnymi zatokami. Otoczenie tworzą wyniosłe wzgórza kemowe, porośnięte lasem mieszanym. Charakteryzuje się ubogą żyznością i gwałtownym spadkiem dna.
Biologicznie jezioro jest słabo eutroficzne, tylko w zatokach występują pasy trzcin i roślin zanurzonych. Woda czysta, w miarę przejrzysta, dno kamieniste i miejscami piaszczyste z warstewką mułu.
W środkowej części od strony wschodniej wypływa z niego strumień, który odprowadza wodę do jeziora Kopane.

## Dane morfometryczne
Powierzchnia zwierciadła wody według różnych źródeł wynosi od 13,5 ha przez 19,6 ha do 20 ha.
Zwierciadło wody położone jest na wysokości 185,1 m n.p.m. Głębokość maksymalna jeziora wynosi 26,5 m.
W oparciu o badania przeprowadzone w 2003 roku wody jeziora zaliczono do II klasy czystości.

## Hydronimia
Według urzędowego spisu opracowanego przez Komisję Nazw Miejscowości i Obiektów Fizjograficznych (KNMiOF) nazwa tego jeziora to Jegłówek. W różnych publikacjach i na mapach topograficznych jezioro to występuje pod nazwą Jeglówek.